# せんさら
せんさらは、サメ類の身を茹でた料理。名前の由来は「水で皿を洗って食べるから（＝洗皿）」「千皿食べても飽きないから」の2説がある。鹿児島県志布志市の郷土料理である。

## 概要
鹿児島県は都道府県別漁業生産量や生産額では上位に位置しながら、魚介類の消費量では最下位に近い位置で推移している。しかし、地域によっては魚介類を使った伝統料理が伝承されており、その一つが「せんさら」である。
東京家政学院大学の大富あき子の報告は、材料のサメは皮のやわらかい全長1ｍ未満の小型のもので、ドチザメ科のホシザメ、シロザメ、メジロザメ科のホウライザメ、ハナザメの若魚など、沿岸性の種が好まれるとする。盛期は春から夏で、特に毎年4月29日に開催されるお釈迦まつりには欠かせない伝統料理である。

## 作り方
- 鍋に入る程度の大きさに切ったサメを湯通しして盾鱗を取り除き、皮付きのまま厚さ2cm程度に切って流水にさらす。志布志市では、塩をまぶして一晩寝かせる過程が入る。塩でしめることで、他の地域のものよりも歯ごたえのある食感となる[3]。
- 塩を洗い流し、茹でた後に長時間流水にさらして塩分を抜く。
- 皿に盛って酢みそで食べる。酢みそには、山椒の若葉をみじん切りにして加える。